# شرد جوشي
شرد جوشي كان شاعرًا وكاتبًا ساخرًا هنديًا وكاتب حوار وكاتب سيناريو في الأفلام والتلفزيون الهندي. حصل على بادما شري عام 1990.  ولدت شرد جوشي في 21 مايو 1931 في أوجين ماديا براديش. 